# Furgler (montagne)
Pour les articles homonymes, voir Furgler.
Le Furgler est une montagne qui s’élève à 3 004 m d’altitude dans le massif de Samnaun, en Autriche.

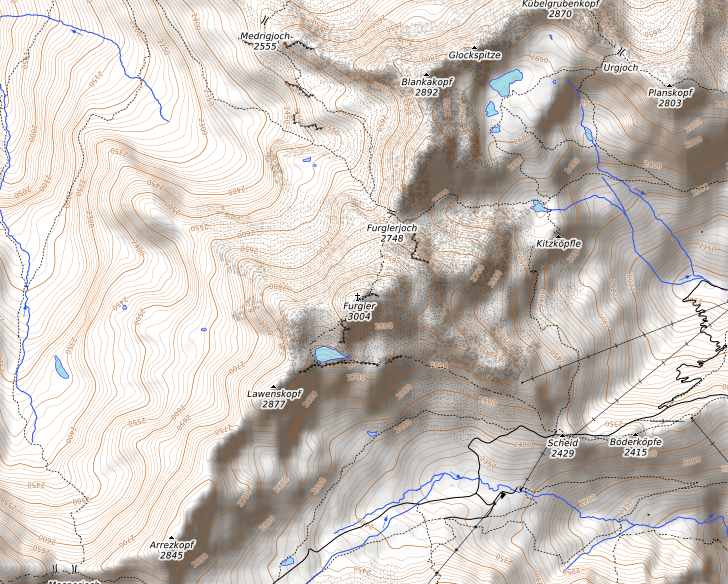
Carte topographique.